# 希腊国际主义共产主义者组织
希腊国际主义共产主义者组织（希腊语：Οργάνωση Κομμουνιστών Διεθνιστών Ελλάδας, Organosi Kommouniston Diethniston Elladas）是希腊的一个托洛茨基主义政党。该党成立于1934年。
该党的政治立场是极左翼。该党的意识形态是共产主义、马克思主义、托洛茨基主义。1985年，一些党员脱党，另外组建了希腊国际主义共产主义者组织－斯巴达克斯。该党曾经是希腊左翼政党联盟争取颠覆反资本主义左翼合作的成员。